# Lü Haihuan

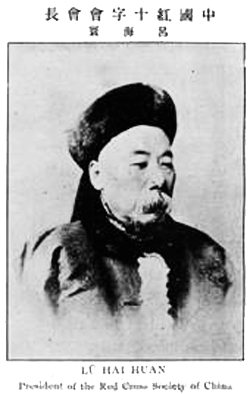
Lü Haihuan, Porträt vor 1912 Gründer und Vorsitzender der Rotkreuzgesellschaft in China

Lü Haihuan (chinesisch 呂海寰);(* 1843, Chinesisches Kaiserreich; † 1927 in Tianjin) war ein chinesischer Diplomat. Von 1898 bis 1901 war er Gesandter in Berlin.

## Leben
Lü Haihuan kam 1898 nach Berlin, wo zwischenzeitlich bekannt war, dass am 1. November 1897 die beiden Steyler Missionare Richard Henle und Franz Nies in Shandong erstochen worden waren. Dies hatte Wilhelm II. zum Anlass genommen, Kiautschou und Tsingtau durch Otto von Diederichs besetzen zu lassen. Im Verlauf des Yihetuanaufstandes wurde Clemens von Ketteler erschossen. Lü Haihuan veröffentlichte seine Telegramme aus Berlin in einem zweibändigen Werk: Keng-tzu hai-wai chi-shih (Auslandsberichte aus dem Jahr 1900).
1898 wurde er beim Heiligen Stuhl akkreditiert. 1899 nahm er an der ersten der Haager Friedenskonferenzen teil.
Am 8. Oktober 1903 unterzeichnete er mit Edwin H. Conger einen Handelsvertrag. Im selben Jahr schlug er in einer Eingabe an seine Regierung vor, die Provinzgouverneure aufzufordern, Pläne für die weitere Öffnung von Städten in ihren Provinzen vorzulegen.
Am 10. März 1904 gründete er die chinesische Gesellschaft vom Roten Kreuz und war zeitweise ihr Vorsitzender. Die Gesellschaft half im Russisch-Japanischen Krieg.
Von 1907 bis 1909 war Lü Haihuan Direktor der Tianjin–Pukou Railway und überwachte deren Bau von Tianjin nach Pukou. Sein Stellvertreter Li Deshun gehörte zu den reichsten Bewohnern von Tsingtau, wurde im Juni 1909 unter dem Vorwurf der Amtsanmaßung und Korruption von seinem Posten als Vizedirektor der nördlichen Strecke der Tianjin-Pukou-Bahn entlassen. Li Deshun verlor bei dieser Gelegenheit auch den Direktorenposten. Li und seine Frau, Margarete Krüger, erwarben Anfang 1910 in Qingdao sechs bebaute Grundstücke für 95.000 Schanghai-Dollar und Mitte 1910 ein bebautes Grundstück für 12.500 Dollar.
1857 wurde im Vertrag von Tianjin die Einrichtung des Zongli Yamen 总理衙门 gefordert. Dieses Amt wurde in seiner Funktion als Außenministerium am 24. Juli 1901 durch das Waiwubu 外务部 ersetzt. Cixi ließ am 7. Juli 1907 Xu Xilin hinrichten. Lü Haihuan war 1907 Außenminister; er besuchte Cixi im August, diese träumte von Xu Xilin.